# Cycloseris vaughani
Cycloseris vaughani is een rifkoralensoort uit de familie van de Fungiidae. De wetenschappelijke naam van de soort is voor het eerst geldig gepubliceerd in 1923 door Boschma.